# 彼得·弗拉尼根
彼得·马格努斯·弗拉尼根（英語：Peter Magnus Flanigan，1923年6月21日—2013年7月29日），是美国银行投资者，曾担任美国总统理查德·尼克松的特别事务助理，负责国际经济事务。